# Fehérhasú rétihéja
A fehérhasú rétihéja (Circus buffoni)  a madarak osztályának a vágómadár-alakúak (Accipitriformes) rendjébe, ezen belül a vágómadárfélék (Accipitridae) családjába tartozó faj.

## Rendszerezése
A fajt Johann Friedrich Gmelin német természettudós írta le 1788-ban, a Falco nembe Falco Buffoni néven.

## Előfordulása
Argentína, Bolívia, Brazília, Chile, Kolumbia, Francia-Guyana, Guyana, Paraguay, Suriname, Trinidad és Tobago, Uruguay és Venezuela területén honos.
Természetes élőhelyei a szubtrópusi vagy trópusi elöntött gyepek és szavannák, lápok, mocsarak és tavak környékékén, valamint szántóföldek és másodlagos erdők. Vonuló faj.

## Megjelenése
Testhossza 60 centiméter, szárnyfesztávolsága 119-155 centiméter, 390-645 gramm.
|  |

## Életmódja
Kisebb emlősökkel, madarakkal, hüllőkkel és kétéltűekkel táplálkozik.

## Természetvédelmi helyzete
Az elterjedési területe rendkívül nagy, egyedszáma ugyan csökken, de még nem éri el a kritikus szintet. A Természetvédelmi Világszövetség Vörös listáján nem fenyegetett fajként szerepel.